# Mirta Cerra Herrera
Mirta Cerra Herrera (Bejucal, La Habana, Cuba, 23 de abril de 1904-1986) fue una artista cubana. Su obra se expone en el Museo Nacional de Bellas Artes de La Habana y en el Museum of Arts and Science, Daytona Beach, Florida, EE. UU.

## Formación
Cursó estudios desde 1928 a 1934 en la Academia de San Alejandro, La Habana, Cuba y desde 1935 a 1936 en la Liga de estudiantes de arte de Nueva York, Nueva York, EE. UU. 

## Exposiciones Personales
Entre sus exposiciones personales se encuentran en 1943 Exposición de Pintura Mirta Cerra."Lyceum", La Habana, Cuba. En 1950 en el Club de las Naciones Unidas, Washington D. C., EE. UU.. En 1955 Mirta Cerra. Galería Sudamericana, Nueva York, EE. UU. En 1968 "Mirta Cerra: óleos". Lyceum, La Habana, Cuba. En 1979 Mirta Cerra. Museo Nacional de Bellas Artes, La Habana, Cuba y en 1983, "Vida Plena. Pinturas y Dibujos de Mirta Cerra". Galería L, La Habana, Cuba.

## Exposiciones Colectivas
Al hacer una selección de sus exposiciones colectivas podemos mencionar en 1938 el "Primer Salón de Artistas Grabadores". Círculo de Bellas Artes, La Habana. En 1940,"300 años de arte en Cuba", Universidad de La Habana. En 1951 "Art Cubain Contemporain", Musée Nationale d’Art Moderne, París, Francia. En 1954 Salón Nacional de Pintura, Dibujo, Grabado, Escultura, Arquitectura y Artes Decorativas y Aplicadas. Segunda Bienal Hispanoamericana de Arte. Museo Nacional de Bellas Artes, La Habana. En 1958, I Bienal Interamericana de Pintura y Grabado. Museo Nacional de Artes Plásticas, México, D.F., México. En 1993 San Alejandro. 175 Aniversario. Museo Nacional de Bellas Artes, La Habana, Cuba.

## Premios
Durante su carrera obtuvo los siguientes premios, en 1937 Medalla de Bronce. XIX Salón de Bellas Artes. Círculo de Bellas Artes, La Habana. En 1943 Accésit a Medalla de Oro. XXV Salón de Bellas Artes. Círculo de Bellas Artes, La Habana. En 1946 Premio. III Exposición Nacional de Pintura y Escultura. Salón de los Pasos Perdidos, Capitolio Nacional, La Habana. En 1950 Medalla de Oro. XXXII Salón de Bellas Artes. Círculo de Bellas Artes, La Habana. En 1951 Medalla de Plata. "Exposición de Artes Plásticas Cubanas". Universidad de Tampa, Florida, EE. UU.En 1954 Primer y Segundo Premio. II Bienal Hispanoamericana de Arte. Museo Nacional de Bellas Artes, La Habana, Cuba.

## Obras en Colección
Su trabajo forma parte de las colecciones del Museo Nacional de Bellas Artes, La Habana, Cuba y del Museum of Arts and Science, Daytona Beach, Florida, EE. UU.
- Datos: Q6874722